# 亨特城 (伊利諾伊州)
亨特城（英語：Hunt City）是位於美國伊利諾伊州傑斯帕縣的一個非建制地區。該地的面積和人口皆未知。

## 地理
亨特城的座標為39°03′04″N 88°01′24″W / 39.05111°N 88.02333°W，而該地的平均海拔高度為159米（即522英尺）。